# La Celestina (película)
La Celestina es una película española dirigida por Gerardo Vera en 1996 y adaptada por Rafael Azcona a partir de la obra homónima de Fernando de Rojas, considerada una de las cumbres clásicas de la literatura española.

## Argumento
Calisto, un joven e impulsivo hacendado, está enamorado de Melibea, una adolescente de buena familia a quien sus padres proyectan casar conveniente y rápidamente. La pasión le produce tal excitación que acepta la sugerencia de obtener los favores de su amada con la mediación de una hechicera cuya siniestra reputación es bien conocida, La Celestina.

## Reparto
| Intérprete            | Personaje   |
| --------------------- | ----------- |
| Penélope Cruz         | Melibea     |
| Terele Pávez          | Celestina   |
| Juan Diego Botto      | Calisto     |
| Maribel Verdú         | Areusa      |
| Jordi Mollà           | Pármeno     |
| Nancho Novo           | Sempronio   |
| Nathalie Seseña       | Lucrecia    |
| Carlos Fuentes        | Sosia       |
| Candela Peña          | Elicia      |
| Anna Lizaran          | Alisa       |
| Lluís Homar           | Pleberio    |
| Sergio Villanueva     | Tristán     |
| Ángel de Andrés López | Centurio    |
| Ana Risueño           | Poncia      |
| Rodrigo García        | Crito       |
| Amparo Gómez Ramos    | Ana         |
| Joaquín Notario       | Verdugo     |
| José Coromina         | Traso       |
| Aquilino Gamazo       | Patibulario |
| Igor Otaegui          | Patibulario |

## Banda sonora
- Fantasía para un gentilhombre de Joaquín Rodrigo, interpretada por la Orquesta Philarmonia dirigida por Louis Frémaux.
- Concertino en la menor de Salvador Bacarisse, tocado por Narciso Yepes (guitarra), la Orquesta Filarmonía de España y Rafael Frühbeck de Burgos.
- Missa pro defunctis de Cristóbal de Morales, interpretada por Jordi Savall (director), La Capella Reial de Catalunya y Hespèrion XX.
- Diferencias sobre "Guárdame las vacas" de Luis de Narváez. Arreglo de Octavio Bustos Abarca, interpretado por Narciso Yepes (guitarra).
- Suite española: Folías de Gaspar Sanz. Arreglo e interpretación: Narciso Yepes
- Gallarda 6 y Fantasía 1 de Luis de Milán, arreglos de Jordi Savall, interpretados por Jordi Savall, Andrew Lawrence King, Sergi Casademunt, E. Brandao y L. Duftschmid.
- Estudio opus 6 nº 11 de Fernando Sor, tocado por Narciso Yepes.

## Palmarés cinematográfico
XI edición de los Premios Goya
| Categoría                     | Persona                           | Resultado  |
| ----------------------------- | --------------------------------- | ---------- |
| Mejor actriz de reparto       | Maribel Verdú                     | Candidata  |
| Mejor actor de reparto        | Jordi Mollà                       | Candidato  |
| Mejor actor de reparto        | Nancho Novo                       | Candidato  |
| Mejor fotografía              | José Luis López Linares           | Candidato  |
| Mejor dirección artística     | Ana Alvargonzález                 | Candidata  |
| Mejor diseño de vestuario     | Sonia Grande Gerardo Vera         | Candidatos |
| Mejor maquillaje y peluquería | Paca Almenara Alicia López Medina | Candidatas |

Fotogramas de Plata 1996
| Categoría            | Persona      | Resultado |
| -------------------- | ------------ | --------- |
| Mejor actriz de cine | Terele Pávez | Candidata |

VI edición de los Premios de la Unión de Actores
| Categoría                                 | Persona         | Resultado |
| ----------------------------------------- | --------------- | --------- |
| Mejor interpretación protagonista de cine | Terele Pávez    | Ganadora  |
| Mejor interpretación secundaria de cine   | Nancho Novo     | Ganador   |
| Mejor interpretación de reparto de cine   | Nathalie Seseña | Ganadora  |

Premios Sant Jordi de Cine
| Categoría             | Persona      | Resultado |
| --------------------- | ------------ | --------- |
| Mejor actriz española | Terele Pávez | Ganadora  |